# Каторга
Каторга (од средњовековног грчког: κάτεργον галија) је претеча система гулага. То је био систем казненог рада на затворским задругама у Руској Империји. Затвореници су били слати на у удаљене логоре у ненасељеним деловима Сибира - где никада није било довољно добровољних радника - и тамо приморавани на тежак рад. Каторге су настале у 17. веку, а преузели су их бољшевици након Октобарске револуције, и постепено их трансформисали у Гулаге.